# Ritz Newspaper
Ritz Newspaper, colloquialmente Ritz Magazine (o semplicemente Ritz), è stata una rivista britannica di gossip, celebrità e moda. Lanciata nel 1976 dai co-editori David Bailey e David Litchfield, ha cessato definitivamente le pubblicazioni nel 1997.

## Storia
Il primo numero di Ritz fu pubblicato nel dicembre 1976. Stampato su carta da giornale e descritto da Litchfield come "il Lou Reed dell'editoria", il mensile arrivò a vendere 25 000 copie al mese al suo picco nel 1981. Continuò ad avere successo fino all'inizio degli anni '90, quando iniziò a perdere lettori a favore di riviste patinate come Tatler.
Chiuse temporaneamente nel 1983 e nell'ottobre 1988, ma venne rilanciato all'inizio del 1989 con il finanziamento del promotore immobiliare Neville Roberts, cambiando il design (in formato A4 su carta opaca). Chiuse definitivamente nel 1997.